# Meadow Bridge (Virginia Occidental)
Meadow Bridge es un pueblo ubicado en el condado de Fayette en el estado estadounidense de Virginia Occidental. En el Censo de 2010 tenía una población de 379 habitantes y una densidad poblacional de 360,43 personas por km².

## Geografía
Meadow Bridge se encuentra ubicado en las coordenadas 37°51′42″N 80°51′25″O / 37.86167, -80.85694. Según la Oficina del Censo de los Estados Unidos, Meadow Bridge tiene una superficie total de 1.05 km², de la cual 1.05 km² corresponden a tierra firme y (0%) 0 km² es agua.

## Demografía
Según el censo de 2010, había 379 personas residiendo en Meadow Bridge. La densidad de población era de 360,43 hab./km². De los 379 habitantes, Meadow Bridge estaba compuesto por el 99.21% blancos, el 0% eran afroamericanos, el 0% eran amerindios, el 0.26% eran asiáticos, el 0% eran isleños del Pacífico, el 0.26% eran de otras razas y el 0.26% pertenecían a dos o más razas. Del total de la población el 0.26% eran hispanos o latinos de cualquier raza.